# Lanový most v Pardubicích
Lanový most v Pardubicích převádí severovýchodní silniční obchvat města přes Labe a slepé rameno Malý Slepák a v době svého vzniku byl označován za nejdelší lanový (zavěšený) silniční most v Česku. Vybudován byl v letech 2022–2025.
Most má délku 257 metrů a rozpětí 135 metrů, později byla uváděna délka 200 metrů. Pylon má mít tvar písmene A a výšku 48 metrů od mostovky, resp. 60 metrů od země. Lana jsou natažená v 7 tubusech, v každém z nich je 150 až 169 lan. Celková délka použitých lan je 200 kilometrů, jejich hmotnost 240 tun. Lana jsou pozinkovaná, chráněná PVC bužírkou.
Příprava obchvatu začala roku 2006, výstavba úseku započala v prosinci 2022 a dokončení bylo avizováno na rok 2024. Úsek je značen jako přeložka silnice I/36. V listopadu bylo vztyčení mostu plánováno na únor 2025 a uvedení do provozu na konec roku 2025. Plánovaná životnost je 100 let. Nosná lana jsou v případě koroze nebo mechanického poškození vyměnitelná.